# Amirat
Amirat é uma comuna francesa situada no departamento de Alpes-Maritimes, na região de Provence-Alpes-Côte d'Azur. A comuna tem uma superfície de 13 km².

## Geografia
A aldeia de Amirat fica situada a 80 km da cidade de Grasse. Na orla dos Alpes da Alta Provença, Amirat fica aninhada no meio de colunas verdejantes e rodeada de vastas florestas. Esta aldeia é composta por três núcleos principais:
- Les Agots com a igreja e a albergue de passagem;
- A aldeia de Amirat propriamente dita com o edifício da Câmara Municipal e a sua bela praça de onde se pode observar uma vista panorâmica sob o vale.
- Maupoil-Saint Jeannet com a sua capela do século XVI

## Administração
| Período                 | Nome                        | Partido | Qualidade |
| ----------------------- | --------------------------- | ------- | --------- |
| 1860                    | M. Raymond                  |         |           |
| 1865                    | M. Buffe                    |         |           |
| 1870                    | M. Antoine Conil            |         |           |
| 1871                    | M. Jacques André            |         |           |
| 1880                    | M. Justin André             |         |           |
| 1884                    | M. Bonaventure Niel         |         |           |
| 1890                    | M. Alexandre Conil          |         |           |
| 1992                    | M. Louis Lemare             |         |           |
| 1896                    | M. Alexandre Conil          |         |           |
| 1910                    | M. Antoine Hugues           |         |           |
| 1912                    | M. Alexandre André          |         |           |
| 1919                    | M. Joseph André             |         |           |
| 1929                    | M. Antoine Michel           |         |           |
| 14 de Fevereiro de 1932 | M. Jean-Baptiste Pasqualini |         |           |
| 1945                    | M. Michel Toussin           |         |           |
| 1953                    | Mme Armande Doudon          |         |           |
| 1953                    | M. Maurice Michel           |         |           |
| 1971                    | M. Daniel Ollivier          |         |           |
| 1977                    | M. Raymonde Chanier         |         |           |
| Março de 2001           | M. Gabriel Anglade          |         |           |
| Março de 2005           | M. Yvon Michel              |         |           |

## Demografia
| 1962 | 1968 | 1975 | 1982 | 1990 | 1999 | 2008 |
| ---- | ---- | ---- | ---- | ---- | ---- | ---- |
| 29   | 39   | 40   | 72   | 50   | 41   | 44   |

## Lugares e monumentos
- Igreja de Ste Anne (século XVI).
- Capela de St Jeannet (século XVI) e a sua grade de madeira.
- pequeno castelo do século XVIII, oratórios do Rosaire et Ste Anne.

## Lazer
- Caminhadas pedestres e escalada á volta da aldeia
- Escalada.
- Pesca

## Vilas vizinhas
Aaldeia de Amirat fica próxima de Gars (6 km), Les Mujouls (6 km) et Briançonnet (8 km)